# Fundació Vidal i Barraquer
La Fundació Vidal i Barraquer és una entitat catalana creada el 1964 en el si de la Conferència Episcopal Tarraconense i vinculada a la Universitat Ramon Llull. En els seus centres de salut mental atén persones amb trastorns psicopatològics, i també duu a terme una tasca formativa i de recerca en els àmbits de la psicologia i de la psiquiatria. El Govern de Catalunya li atorgà la Creu de Sant Jordi el 2014.